# قصة خلق السنة
أسطورة خلق السنة هي أسطورة عن تصحيح اكتشاف المصريين لعدد أيام السنة من 360 إلى 365 وربع، تقريباً.

## روايات الأسطورة
الأسطورة لها عدد من الروايات، منها رواية مفصلة للمؤرخ بلوتارخ، لكن أقدم الروايات وأدقها منقوشة على أحجار الممر الأفقي لهرم أوناس بالجيزة.

## رواية نوبلكور
تنقلها عالمة المصريات كريستيان ديروش نوبلكور في كتابها «المرأة الفرعونية» من إصدارت مكتبة الأسرة، ترجمة فاطمة عبد الله محمود:

## تاسوع أون
في تاسوع أون أن:
بدأ الكون بواحد هو «آتوم / رع»

تحول الواحد إلى ثلاثة بإضافة الهواء «شو» والرطوبة «تفنوت»

أنجب الثالوث زوج، هو الأرض «جب» والسماء «نوت»

وولد للأخيرين أربعة: أوزير، ست، إيزيس. نفتيس

وبذلك يكتمل التاسوع، في التطبيق يضاف للتاسوع حورس

كذلك توجد نصوص تضيف للتاسوع عددا من الأرباب 

التاسوع مصطلح ديني يرمز لعقيدة الشمس ومركزها مدينة «أون»

## انفتاق الرتق
الزوج «نوت» و«جب» ولد متعانقا (مرتوقا)، فأمرهما الإله الخالق بالانفصال (الانفتاق).
علم الإله أن الزوجين أقاما علاقة جنسية أثناء الرتق، نتج عنها حمل «نوت» بخمسة تواءم.
أصدر الإله أوامره لـ«شو» أن يفرق بينهما، كما عاقبهما بأن قرر ألا تضع «نوت» حملها الثقيل في أي يوم من أيام السنة، أي الـ 360 يوم المعروفة حتى ذلك الوقت.
وهنا حاول «شو» أن يدافع عن العاشقين السابقين لآدم وحواء، نوبلكور.
استعان بمهارة «تحوتي» ليهزم «رع» في لعبة شبيهة بلعبة الشطرنج، ويجبره على خلق خمسة أيام جديدة تضاف لأيام السنة، تخرج من نطاق القسم الإلهي، فتضع «نوت» خلالهم حملها.
فوضعت في اليوم الأول أوزيريس، وفي اليوم الثاني ست، وفي اليوم الثالث إيزيس، وفي اليوم الرابع: نفتيس
اليوم الخامس حورس.